# Mikaël Grenier
 (septembre 2016).
Si vous disposez d'ouvrages ou d'articles de référence ou si vous connaissez des sites web de qualité traitant du thème abordé ici, merci de compléter l'article en donnant les références utiles à sa vérifiabilité et en les liant à la section « Notes et références ».
Mikaël Grenier est un pilote automobile né le 17 octobre 1992  à Stoneham-et-Tewkesbury près de Québec, Québec, au Canada.
Il débute en karting en 2000 à l’âge de sept ans.
Il fait ses débuts en monoplace en 2008 en Formule BMW Americas et termine la saison en quatrième place, décrochant trois podiums à Laguna Seca, Road America et Interlagos.
En 2009, il passe en Star Mazda et récolte deux podiums lors du même week-end au New Jersey Motorsports Park (en). Il remporte sa première victoire dans la série en 2010 au Autobahn Chicago en Illinois .
Il commence la saison 2011 en Indy Lights mais ne peut la terminer faute de budget. En cinq départs, son meilleur résultat est une cinquième place à Barber Motorsports Park en Alabama.
Lors de la saison 2013 Mikael fut invité par l'équipe KV Racing Technology en Indycar à participer aux essais de fin de saison à Sébring en Floride. Mikael impressionne aux côtés du pilote numéro 1 de l'équipe Sébastien Bourdais.
À la suite des essais, le budget étant impossible à réunir, Mikael fut nommé pilote de développement et fut présent sur toutes les courses de la saison 2014.
L'année 2016 marque le retour à la compétition pour Grenier en Italie, cette fois dans la série Porsche Carrera Cup Italia, avec l'équipe Tsunami Racing, et pilote Junior du programme Scholarship de Porsche Italia. 